# The Michael J. Fox Show
The Michael J. Fox Show è una serie televisiva statunitense trasmessa nella stagione televisiva 2013-2014 da rete televisiva NBC.
Nel mese di giugno 2013, ai Critics' Choice Television Awards, era stata nominata tra le nuove serie più promettenti della prossima stagione autunnale.

## Trama
La serie segue le vicende di Mike Henry, conduttore televisivo newyorkese affetto dal morbo di Parkinson, il quale decide di ritornare a lavorare dopo che la sua malattia l'aveva costretto a ritirarsi cinque anni prima. Mike vive con la moglie Annie e i suoi tre figli Ian, Eve e Graham, il primo dei quali ha recentemente abbandonato il college.

## Episodi
| Stagione       | Episodi | Prima TV USA | Prima TV Italia |
| -------------- | ------- | ------------ | --------------- |
| Prima stagione | 22      | 2013-2014    | inedita         |

## Personaggi e interpreti
- Mike Henry, interpretato da Michael J. Fox.
È un conduttore televisivo di una rete televisiva locale, nonché padre di tre figli, affetto dal morbo di Parkinson.
- Annie Henry, interpretata da Betsy Brandt.
È la fedele moglie di Mike, nonché insegnante presso la scuola della figlia.
- Eve Henry, interpretata da Juliette Goglia.
È la figlia di Mike e Annie.
- Ian Henry, interpretato da Conor Romero.
È il figlio più grande di Mike e Annie, il quale è recentemente ritornato a casa dopo aver abbandonato il college.
- Graham Henry, interpretato da Jack Gore.
È il figlio di sette anni di Mike e Annie.
- Leigh Henry, interpretata da Katie Finneran.
È la narcisistica, single e disoccupata, sorella di Mike.
- Harris Green, interpretato da Wendell Pierce.
È il capo di Mike.

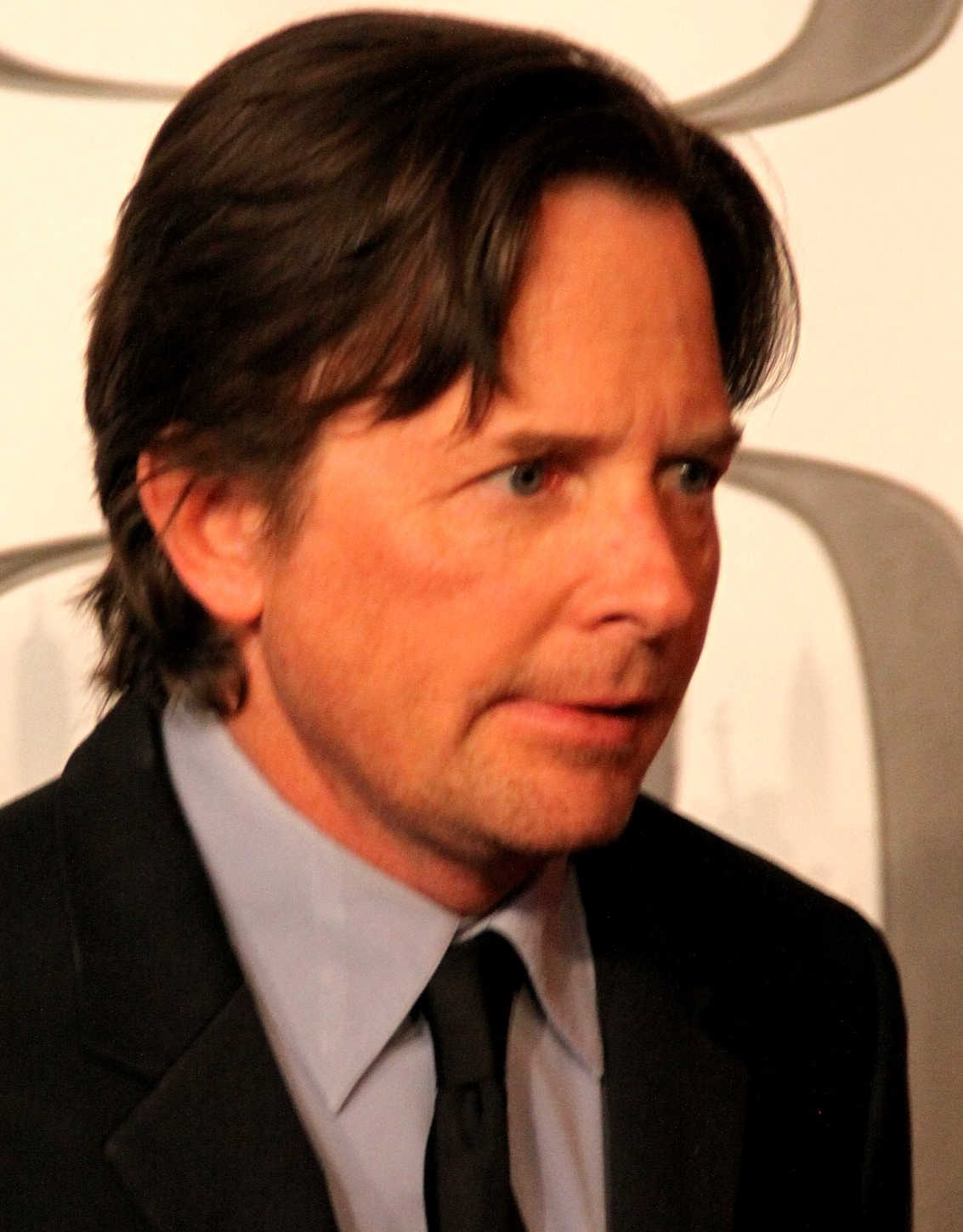
Michael J. Fox interpreta Mike Henry
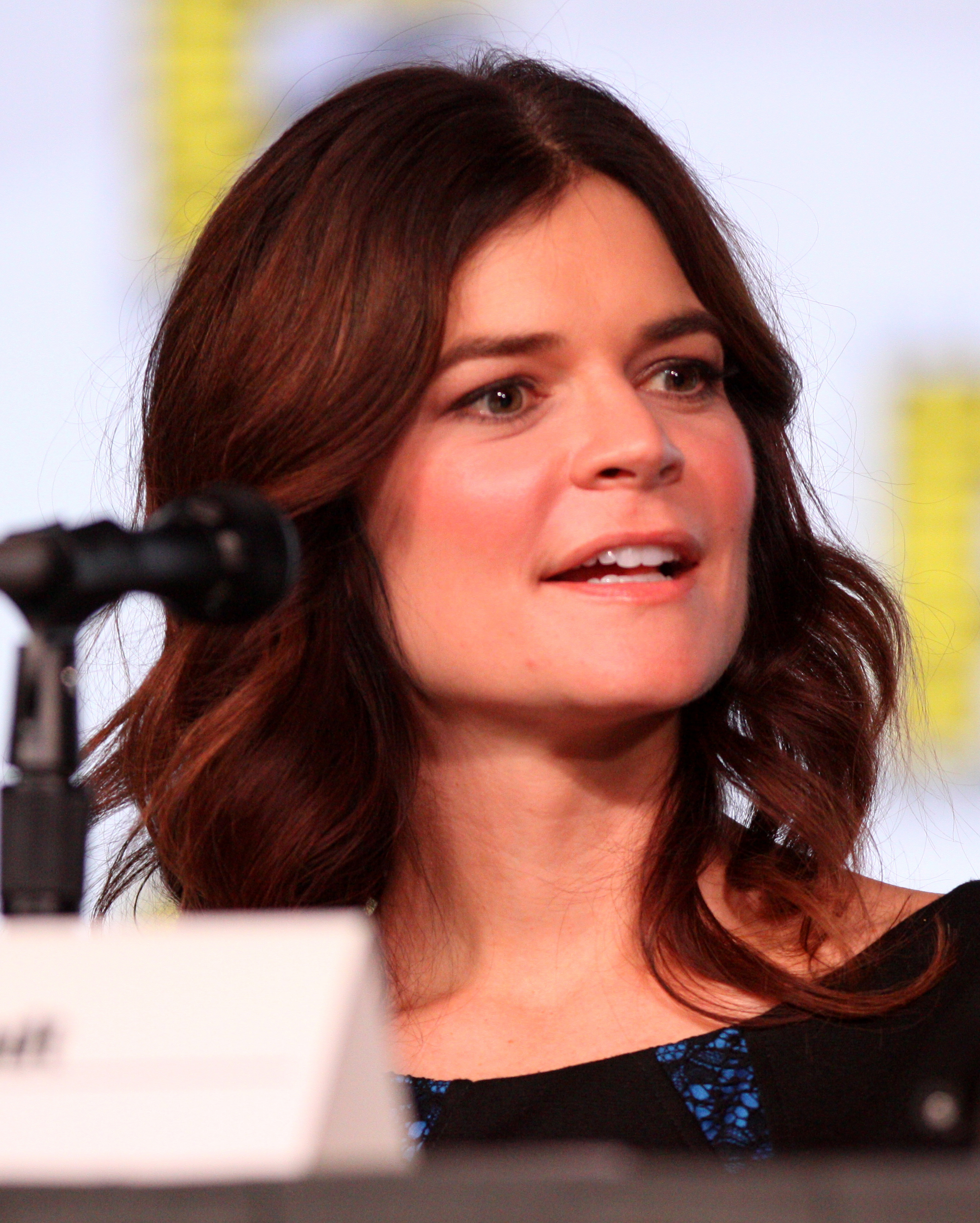
Betsy Brandt interpreta Annie Henry
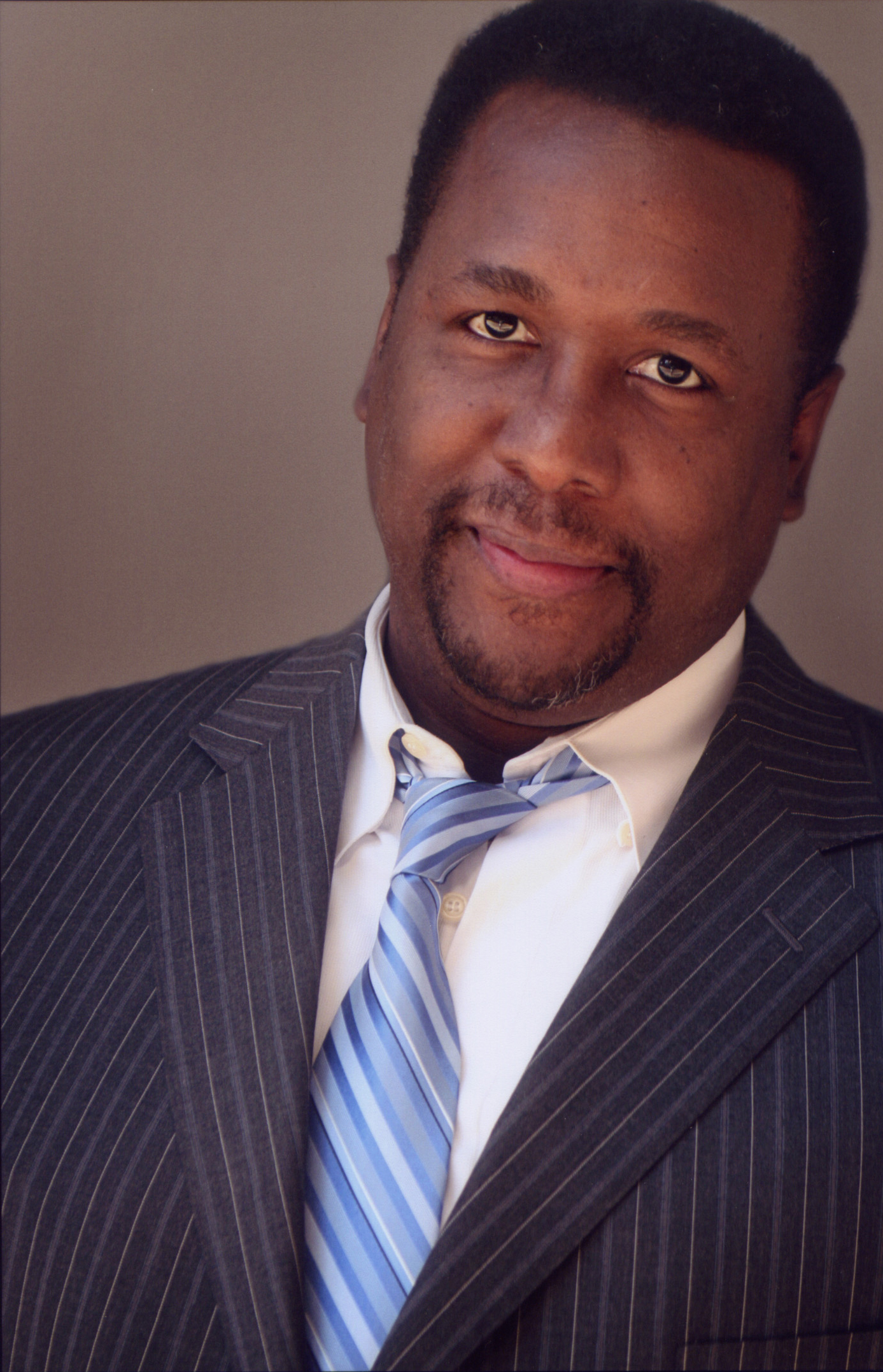
Wendell Pierce interpreta Harris Green

## Produzione

### Concezione
La NBC annunciò la produzione della serie per la prima volta il 20 agosto 2012, data in cui comprò i diritti della sceneggiatura scritta da Sam Laybourne per la Sony Pictures Television, la quale era stata offerta a tutti e quattro i maggiori network televisivi statunitensi. La NBC riuscì a prevalere sulla concorrenza esprimendo la volontà di ordinare, contestualmente all'acquisizione dei diritti, la produzione di una prima stagione completa. Il progetto, vagamente ispirato dalla vita di Michael J. Fox, vede il ritorno di quest'ultimo nei panni di protagonista in una serie TV, dopo che era stato costretto nel 2000 ad abbandonare il cast della serie Spin City a causa dell'aggravarsi della malattia di Parkinson, la quale gli era stata diagnosticata già nel 1991.
Fox, che nella vita reale vive a New York con la moglie e i suoi quattro figli, interpreta un padre newyorkese di tre figli impegnato ad affrontare le varie sfide quotidiane derivanti dalla famiglia e dalla carriera, mentre è costretto a cimentarsi con la sua malattia di Parkinson.
Il co-produttore Will Gluck è il regista del pilot, mentre l'ideatore Sam Laybourne veste i panni di show runner insieme a Alex Reid, sceneggiatore già vincitore di un premio Emmy nel 2000, il quale si aggregò al progetto poco dopo l'inizio della produzione, nel mese di aprile 2013.

### Casting
Il 19 dicembre 2012, al già presente Michael J. Fox, interprete di Mike Henry, si unì nel cast Wendell Pierce per interpretare il datore di lavoro del protagonista. Il 16 gennaio 2013 furono ingaggiati Katie Finneran, Conor Romero e Jack Gore, rispettivamente per i ruoli della sorella e dei figli maschi di Mike. Il seguente 17 gennaio Betsy Brandt fu ingaggiata per il ruolo della moglie di Mike, Annie, mentre il 23 gennaio Juliette Goglia si unì al cast per interpretare la loro figlia Eve. Il 26 gennaio il cast principale si completò con l'ingaggio di Ana Nogueira, interprete di Kay, giovane collega di lavoro del protagonista.
Il 12 luglio 2013, tra i membri del cast ricorrente, venne annunciata la presenza di Anne Heche, interprete di Susan Rodriguez-Jones, collega di Mike. Tra le guest star è presente anche la moglie di Fox, Tracy Pollan; mentre il 7 settembre venne annunciato che i suoi genitori sarebbero stati interpretati da Candice Bergen e Charles Grodin.

### Riprese
Le riprese iniziarono a New York il 30 gennaio 2013, con circa una settimana di ritardo rispetto a quanto inizialmente programmato, per permettere a Betsy Brandt di terminare le riprese degli ultimi episodi di Breaking Bad.
La serie è girata in formato 4K con una camera CineAlta F65.

### Programmazione
Un primo promo di circa trenta secondi venne diffuso online il 12 maggio 2013, mentre il giorno seguente venne diffuso il primo trailer completo. La prima stagione della serie, per la quale erano stati commissionati 22 episodi, ha debuttato sulla NBC il 26 settembre 2013.
Il 5 febbraio 2014, dopo la messa in onda di quindici dei ventidue episodi inizialmente previsti, la serie fu rimossa dai palinsesti a causa dei dati d'ascolto molto bassi registrati, venendo quindi prematuramente cancellata.